# Orchestre national de Russie
L'Orchestre national de Russie (en russe : Российский национальный оркестр, Rossiïskiï natsional'nyï orkestr) est un orchestre symphonique russe.

## Histoire
L'orchestre est fondé en 1990 par le pianiste et chef d'orchestre Mikhaïl Pletnev. Né dans la période qui voit s'effondrer l'Union soviétique, c'est le premier orchestre du pays à être complètement indépendant du pouvoir politique. Son concert inaugural a lieu en novembre 1990 à Moscou.
En dix ans, son niveau artistique a rattrapé ceux des grands orchestres russes et occidentaux. Des grands noms de la direction d'orchestre ont été appelés à sa tête : Vladimir Spivakov, Kent Nagano, Mstislav Rostropovitch, Alexander Vedernikov, etc.
Tournant fréquemment à l'étranger, il a notamment été le premier orchestre russe à se produire au Vatican et en Israël.